# Френчборо (Мен)
Френчборо (англ. Frenchboro) — місто (англ. town) в США, в окрузі Генкок штату Мен. Населення — 29 осіб (2020).

## Демографія
Згідно з переписом 2010 року, у місті мешкала 61 особа в 21 домогосподарстві у складі 16 родин. Було 76 помешкань
Расовий склад населення:
| - 86,9 % — білих - 3,3 % — корінних американців |

До двох чи більше рас належало 9,8 %. Частка іспаномовних становила 0,0 % від усіх жителів.
За віковим діапазоном населення розподілялося таким чином: 36,1 % — особи молодші 18 років, 50,8 % — особи у віці 18—64 років, 13,1 % — особи у віці 65 років та старші. Медіана віку мешканця становила 27,2 року. На 100 осіб жіночої статі у місті припадало 165,2 чоловіків;  на 100 жінок у віці від 18 років та старших — 129,4 чоловіків також старших 18 років.
Цивільне працевлаштоване населення становило 16 осіб. Основні галузі зайнятості: освіта, охорона здоров'я та соціальна допомога — 37,5 %, виробництво — 31,3 %, сільське господарство, лісництво, риболовля — 18,8 %.